# Boyalan
Boyalan (kurd. Kürdikan) ist ein Dorf im Landkreis Diyadin der türkischen Provinz Ağrı mit 193 Einwohnern (Stand: Ende 2024). Boyalan liegt in Ostanatolien auf 1.990 m über dem Meeresspiegel, ca. 6 km südlich von Diyadin.
Vor der Umbenennung zu Boyalan hieß das Dorf Kürdikan. Dies ist der Name eines Stammes. Dieser ursprüngliche Name ist beim Katasteramt verzeichnet und wurde bei der Volkszählung von 1965 als Alternativbezeichnung verwendet.
Zwischen den Jahren 1985 und 2000 sank die Bevölkerungszahl von 436 auf 310 Einwohner und 2009 hatte die Ortschaft 331 Einwohner.